# Donnelly (Idaho)
Pour les articles homonymes, voir Donnelly.
Donnelly est une ville américaine située dans le comté de Valley en Idaho.
En 1913, le Idaho Northern Railroad (en) est inauguré à quelques kilomètres à l'ouest de Roseberry, principale ville de la vallée. La gare la plus proche est alors celle de Donnelly, nommée en l'honneur d'un membre de la compagnie de chemin de fer. Donnelly se développe rapidement et devient une municipalité en 1914.

## Démographie
| 1960 | 1970 | 1980 | 1990 | 2000 | 2010 |
| ---- | ---- | ---- | ---- | ---- | ---- |
| 161  | 114  | 139  | 135  | 138  | 152  |

Selon le recensement de 2010, Donnelly compte 152 habitants. La municipalité s'étend alors sur 0,45 mille carré (1,17 km2).